# Zuckerfabrik Wierschoslawitz 5
|  | Dieser Artikel wurde aufgrund von akuten inhaltlichen oder formalen Mängeln auf der Qualitätssicherungsseite des Portals Bahn eingetragen. Bitte hilf mit, die Mängel dieses Artikels zu beseitigen, und beteilige dich bitte an der Diskussion. Artikel, die nicht signifikant verbessert werden, können gelöscht werden. |

Die schmalspurige Dampflokomotive Zuckerfabrik Wierschoslawitz 5 wurde von der Lokomotivfabrik Zobel in Bromberg gebaut. Die Lokomotive, die bis 1941 bei der Zuckerfabrik Wierschoslawitz und danach bei der Cukrownia Tuczno mit der Bezeichnung CT 3 in Polen lief, ist als Exponat im Eisenbahnmuseum in Sochaczew erhalten.

## Geschichte

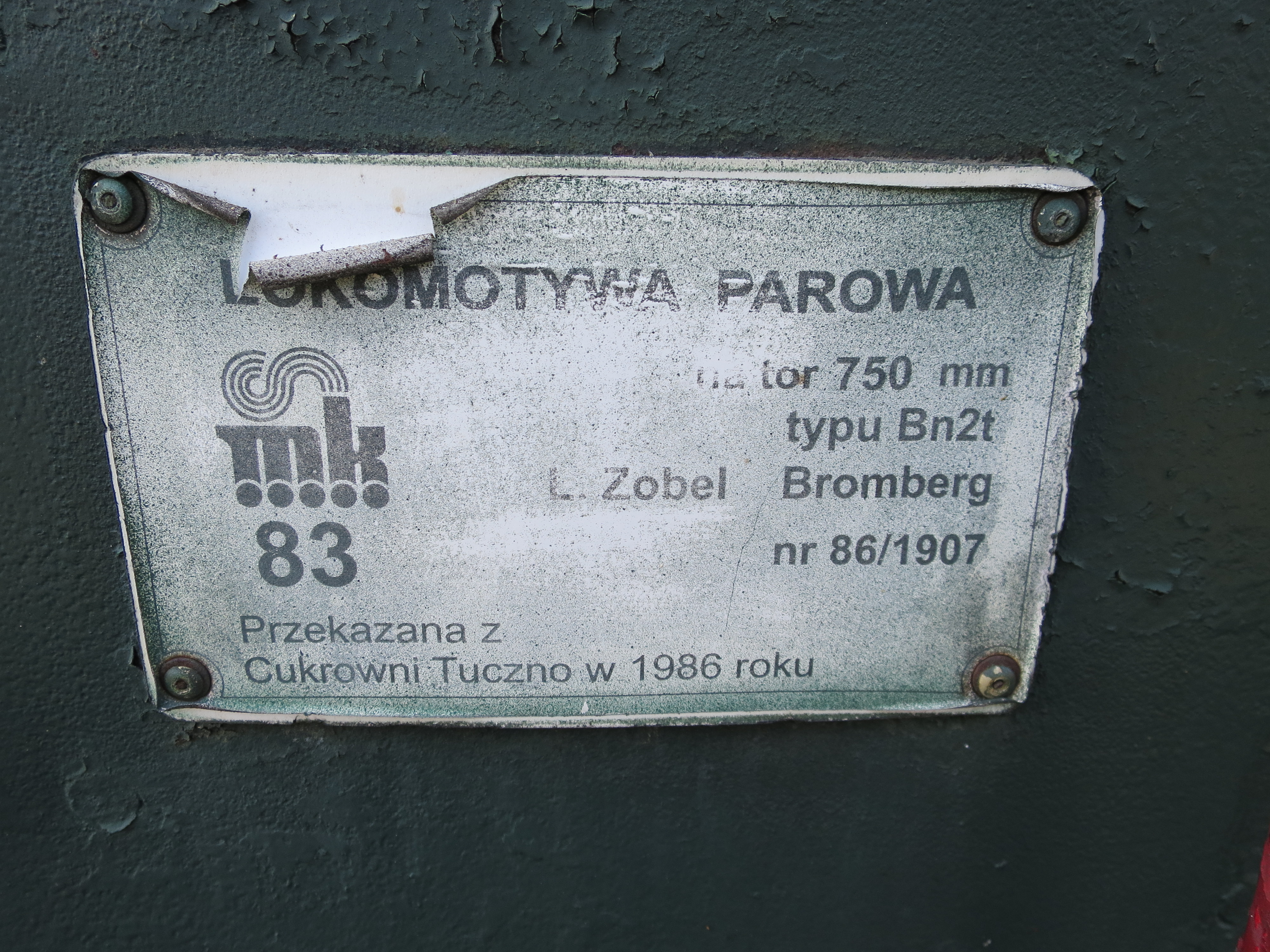
Fabrikschild der Lokomotive CT 3

Im Jahr 1907 kaufte die Zuckerfabrik Wierschoslawitz bei der Lokomotivfabrik Zobel in Bromberg die Dampflokomotive mit der Fabriknummer 571, die im Vergleich zu den bisher eingesetzten Lokomotiven eine z. T. wesentlich höhere Leistung und Zugkraft besaß. Die Lokomotive für die Spurweite 900 mm wurde als Nummer 5 bezeichnet.
Außer den Daten der Leistung, Zugkraft und Abmaße sind keine weiteren technischen Daten der Lokomotive bekannt. Ihre Vorräte an Wasser und Kohle waren gering bemessen, sodass sich ihr Einsatzbereich in Grenzen hielt. In der Werkstatt der Zuckerfabrik wurde deshalb ein zweiachsiger Schlepptender gefertigt.
Die Lok wurde bis zur Stilllegung der Zuckerfabrik im Jahr 1941 verwendet. Danach kam sie zu der nur wenige Kilometer entfernten Zuckerfabrik in Tuczno, die ebenfalls ein umfangreiches Netz mit der Spurweite 900 mm besaß. Im Jahr 1942 wurde von der deutschen Besetzung Polens im Zweiten Weltkrieg das gesamte Gleisnetz und die Fahrzeuge der Zuckerrübenbahn auf die Spurweite von 750 mm umgespurt. In Verbindung damit erhielt der gesamte Fahrzeugpark eine vereinheitlichte Zug- und Stoßeinrichtung in Form der Balancierhebelkupplung. Die Lokomotive erhielt in Tuczno die Bezeichnung CT 3.
Stationiert war die Lokomotive im Lokschuppen von Wierzchosławice, wo auch die Hauptuntersuchungen durchgeführt wurden. Nach 1950 wurden diese im Zakłady Naprawcze Taboru Kolejowego (ZNTK) Nowy Sącz ausgeführt. Die Lokomotive erhielt 1957 einen Ersatzkessel mit der Fabriknummer 1968 von der Kesselwerkstatt Toruń und blieb bis 1974 bei der Zuckerfabrik Tuczno. Danach wurde sie im Lokschuppen von Wierzchosławice als Denkmal eingestellt. Nach mehrjährigen Verhandlungen kam es im Jahr 1985 zur Übernahme der Lok durch das Eisenbahnmuseum Warschau. Sie ist heute als Exponat im Eisenbahnmuseum in Sochaczew erhalten (2023).

## Konstruktion
Sie ist eine der wenigen Lokomotiven der Lokomotivfabrik Zobel und eine von vier bekannten erhaltenen Maschinen des Herstellers.
Der Blechrahmen ist als Wasserkastenrahmen ausgebildet. Als Pufferbohle ist dieser vorn und hinten mit Blechen versteift, die auch zusätzliche Träger zur Aufnahme der Balancierhebelkupplung besitzen. Die Achsen sind fest im Rahmen gelagert, und die erste mit Blattfedern abgefedert.
Der gewalzte Flammrohrkessel der Ursprungsausführung wurde 1957 durch einen Ersatzkessel mit der Seriennummer 1968 ersetzt. Die ursprünglich kupferne Feuerbüchse wurde im Jahr 1962 durch eine stählerne im ZNTK ersetzt. Als Hauptmerkmal hat er eine Rauchkammer mit gleichem Durchmesser wie die übrigen Kesselschüsse, und er besteht aus zwei Schüssen. Auf dem ersten Schuss sitzt der Dampfdom mit innerem Regler. Er besaß ursprünglich ein Sicherheitsventil, das mit Federwirkung funktionierte. 1962 wurde es durch eines der Bauart Pop-Coale ersetzt. Auf dem zweiten Kesselschuss sitzt der Sanddom, von dem ein Sandfallrohr vor die zweite Achse herabführt und mit Handbedienung gesandet wurde. Die Rauchkammer besitzt einen runden Verschluss und eine einfache Halterung auf dem Lokrahmen. Dafür sind die Verbindungen zu den Schiebern als einfache Rohre gestaltet. Gespeist wurde der Kessel durch zwei Injektoren Bauart Schau mit einer Förderleistung von 40 l/min. Die deutsche Armaturen wurden 1962 teilweise gegen modernere ersetzt. Die beiden horizontal angeordneten Zylinder wurden mit Flachschiebern gesteuert, über eine Heusinger-Steuerung wurde die zweite Achse antrieben, der Kreuzkopf wurde einschienig auf der Gleitbahn geführt.
Die einfachen Hebelhandbremse wirkte beidseitig auf die zweite Achse. Der Bedienhebel saß auf der hinteren Seite des Führerhauses. Die Kohlen lagerten in den seitlichen Kästen neben dem Kessel. Die Lokomotive ist mit einer Petroleumbeleuchtung versehen und mit einer Handglocke ausgerüstet. Vor dem Führerhaus sitzt eine Dampfpfeife. Zum Befüllen mit Wasser aus Behältern oder Brunnen besaß die Lokomotive einen dampfbetriebenen Ejektor, außerdem ist vor der Rauchkammer ein mit dem Wasserkastenrahmen verbundener Stutzen vorhanden, in den ein Schlauch gesteckt werden konnte.